# Donna seduta (Picasso 1938)
Donna seduta è un dipinto a olio su tela (65x50 cm) realizzato nel 1938 dal pittore spagnolo Pablo Picasso. Fa parte di una collezione privata.
Tra il 1937 ed il 1938 Picasso sperimentò la tecnica della cosiddetta "ragnatela", cioè una struttura a rete nella quale forme e colori sono imprigionati da una spirale variopinta.
Picasso realizzò un altro quadro intitolato Donna seduta nel 1920.